# Miller Zoo
Le Miller Zoo est un jardin zoologique situé à Frampton, au Québec fondé en 2014 par Clifford Miller et Émilie Ferland. Il abrite également un programme de réhabilitation de la faune sauvage, qui est à la base de la mission du zoo.

## Histoire
Le projet en 2013 débute lorsque le couple Miller-Ferland accueille un jeune cerf de Virginie orphelin dans la maison familiale. En l'absence de ressource pour la réhabiliation dans la région, le couple décide de mettre sur pied un tel centre. Le centre de réhabilitation retourne dans la nature plusieurs animaux tels que les cerfs de Virgine, les orignaux, les ratons laveurs et les mouffettes.
En 2013, le zoo accueille ses premiers visiteurs. En plus de la réhabilitation, le Miller Zoo a comme mission de faire découvrir la faune locale et la sensibilation à la faune. Il reçoit l'accrédition de jardin zoologique en décembre 2014. Depuis, le zoo est en constante croissance, accueillant des espèces provenant d'un peu partout dans le monde.

## Un zoo pas comme les autres
En 2018, une série télé documentaire est présentée sur les ondes de TVA, Un zoo pas comme les autres. La série présente le quotidien des employés du zoo ainsi que les différents pensionnaires du jardin zoologique. Six saisons ont été produites. En 2024, l'émission a été renouvelée pour une septième saison.